# Frati della penitenza di Gesù Cristo

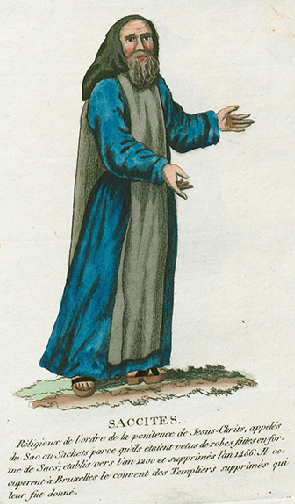
L'abito dei frati della penitenza di Gesù Cristo

I Frati della penitenza di Gesù Cristo, detti Saccati, furono un ordine mendicante fondato nel 1248 ad Hyères da Raimondo Athenulfi e approvato nel 1251 da papa Innocenzo IV; scomparvero dopo il concilio di Lione II del 1274.

## Origini
L'ordine fu fondato da Raimondo Athenulfi. Secondo il cronista Salimbene de Adam, che conobbe personalmente il fondatore, e Tommaso di Eccleston, Raimondo apparteneva a una famiglia di ceto cavalleresco, tentò di abbracciare la vita religiosa tra i frati minori francescani ma dovette interrompere il noviziato per problemi di salute. Dopo aver ascoltato una predica nel convento francescano di Hyères, su consiglio di Ugo di Digne, nel 1248 si ritirò dalla vita mondana e si diede alla vita di mendicante; ebbe come primo compagno Bertrando di Manara.
Nei tre anni successivi i saccati (chiamati così perché indossavano ruvide tuniche di lana simili a sacchi) fondarono conventi nei territori delle diocesi di Marsiglia e Tolone e nel 1251 celebrarono a Marsiglia un capitolo generale chiedendo alla Santa Sede di essere approvati sotto la regola di sant'Agostino.

## Riconoscimento pontificio
Il 31 marzo 1251 papa Innocenzo IV, con decreto Debet ex nostri, delegò i vescovi di Marsiglia e Tolone per l'esame della nuova famiglia religiosa e il 10 maggio successivo fu sottoscritto il decreto di approvazione Noverint universi. Sul documento figurano anche le firme dei membri dell'ordine intervenuti al capitolo: il superiore (Guglielmo), un provinciale, dieci priori e due vicepriori (tra cui Raimondo Athenulfi, intervenuto in rappresentanza del convento di Montpellier).
Ai membri dell'ordine che avevano ricevuto un'adeguata formazione teologica, il 29 luglio 1255 papa Alessandro IV concesse la facoltà di predicare.
Le costituzioni dei saccati furono modellate su quelle più antiche dei frati predicatori, redatte da san Domenico e non ancora rielaborate da Raimondo di Peñafort.
L'ordine conobbe una rapida diffusione: al capitolo generale tenutosi a Parigi nel 1258 intervennero anche religiosi in rappresentanza dei conventi della Francia settentrionale, di Spagna e d'Inghilterra; nel 1268 si aggiunse una provincia tedesca e nel 1269 sorsero due province italiane (Lombardia e Bologna). Nel 1274 è ducumentata, tra i 115 conventi dell'ordine allora esistenti, anche una comunità ad Acri, in Terra santa.

## Soppressione
Alla vigilia del Concilio di Lione II tra i vescovi e il clero secolare maturò un clima di aperta ostilità nei confronti degli ordini mendicanti e vennero avanzate istanze tese a contenere il loro movimento e a limitare il campo d'apostolato dei frati. Il 17 luglio 1274, a conclusione della sesta e ultima sessione del concilio, fu approvata una costituzione che sopprimeva gli ordini mendicanti più fragili: ai saccati fu proibito di aprire nuove case e accettare nuovi novizi e i frati furono esortati a passare ad altri ordini.
Rimasero subito abbandonati 21 conventi e negli anni immediatamente successivi scomparvero le comunità di Basilea, Narbona, Acri e Metz. 15 conventi furono trasformati in ospedali e molti passarono ad altri ordini religiosi: 14 ai frati predicatori, 11 agli eremitani, 7 ai frati minori, 7 ai serviti (questi conventi andarono a costituire il nucleo originale della provincia lombarda dei serviti), 4 ai benedettini, 3 ai giovanniti, 3 ai templari, 2 ai carmelitani, uno ai premostratensi e uno ai gilbertini. Alla fine del XIII giunsero 37 conventi, molti dei quali in Inghilterra; nel 1309 sopravviveva, pare, un solo frate, Rodger de la Fert, di Rouen.